# Vendobionta
Vendozoa hay  Vendobionta là  một siêu ngành, bao gồm các động vật từ kỷ Tiền Cambri đến kỷ Cambri với bốn ngành Petalonamae, Proarticulata, Trilobozoa và Medusoid.

## Hình ảnh
Một số ví dụ về hóa thạch Ediacaran, mà Adolf Seilacher vào nhiều thời điểm đã coi là thành viên của Vendobionta.

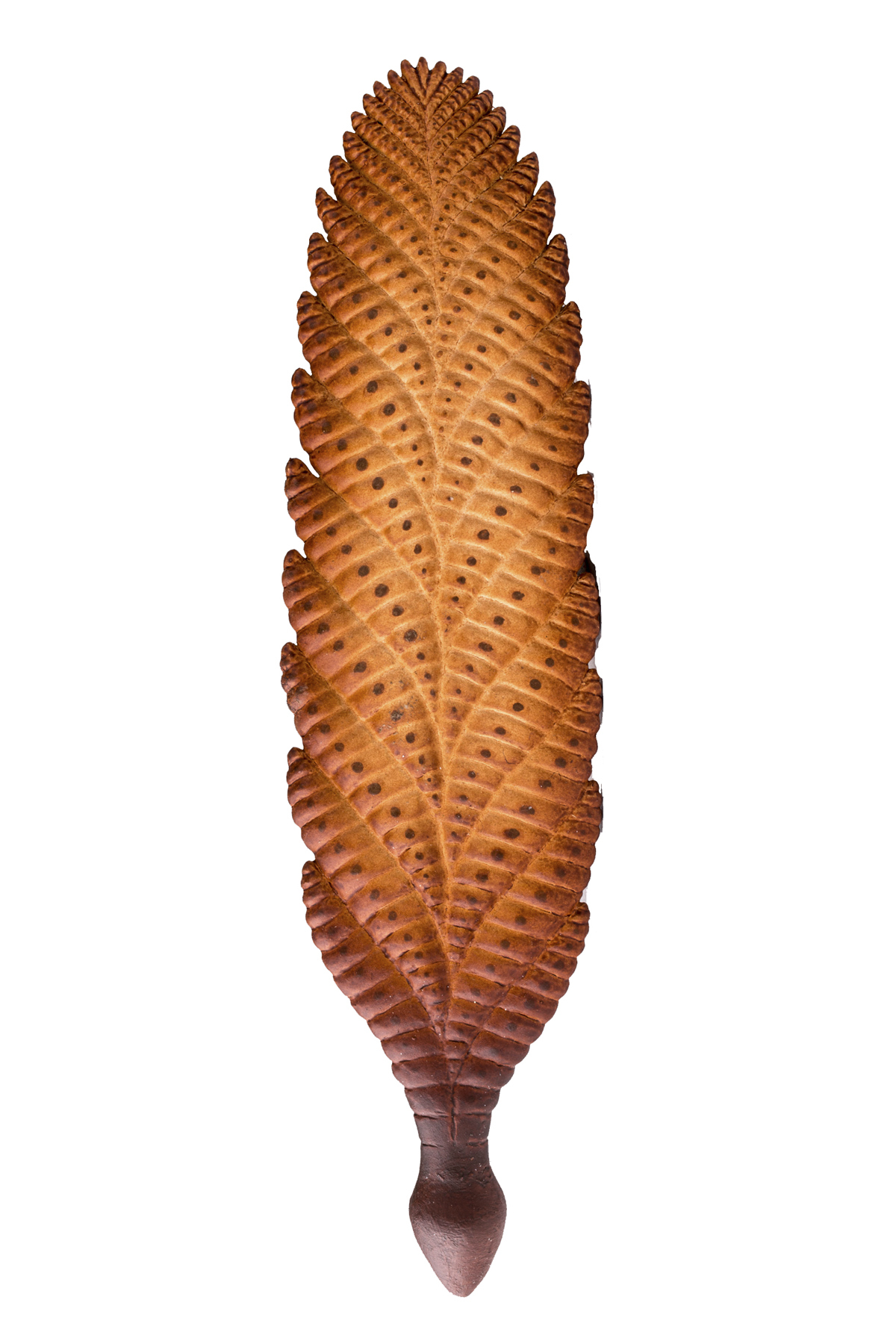
Charnia
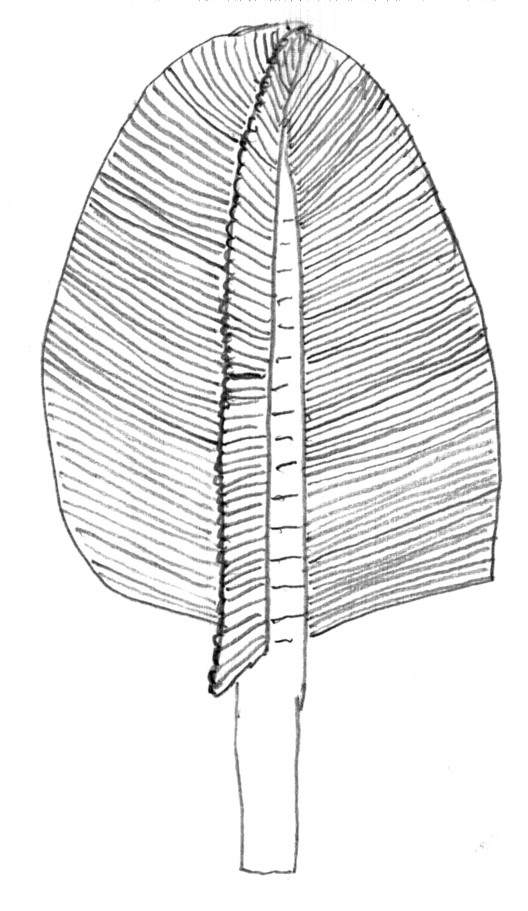
Swartpuntia
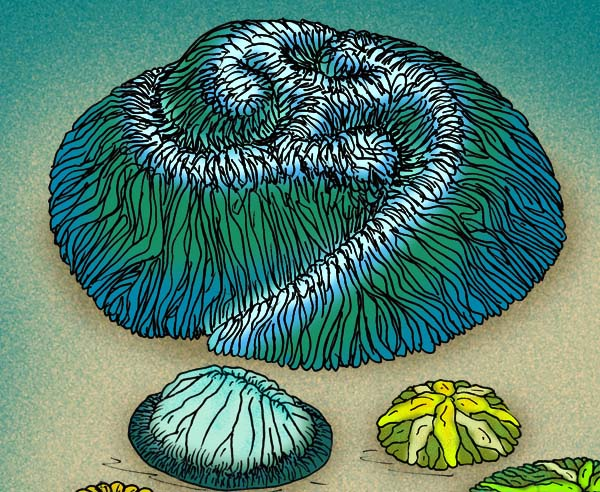
Tribrachidium
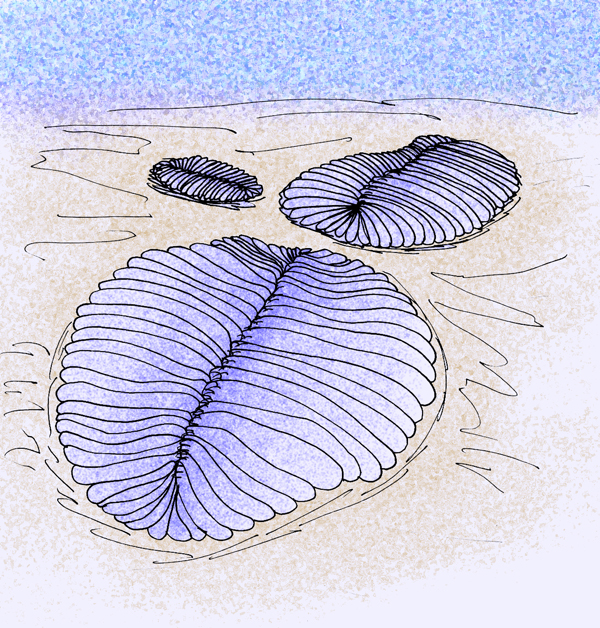
Dickinsonia
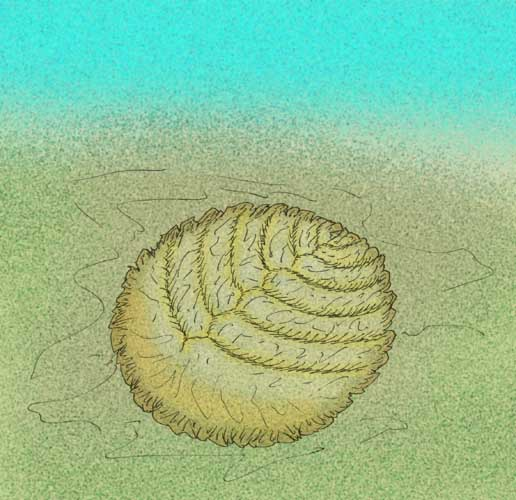
Karakhtia
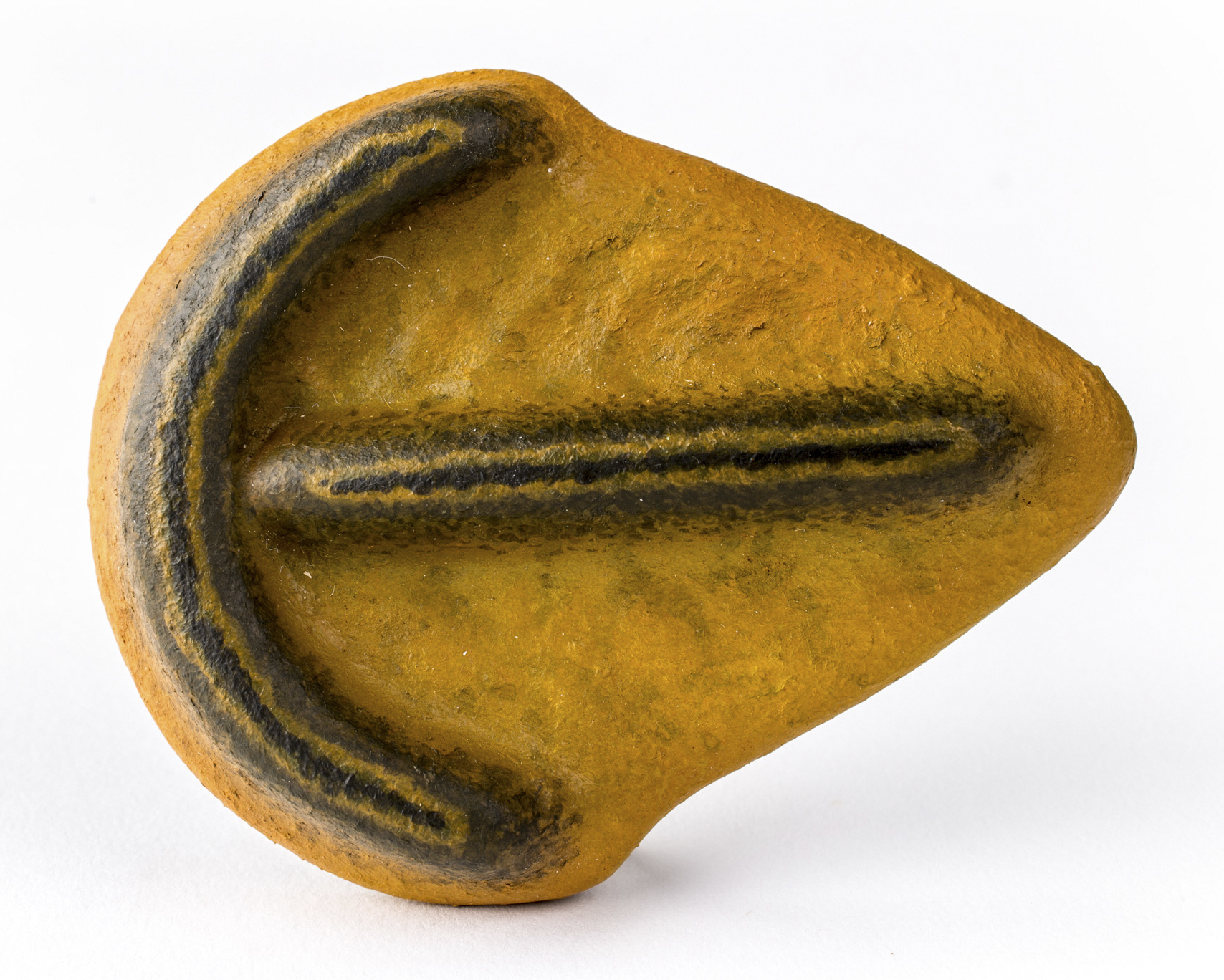
Parvancorina